# Henegouws Plateau
Het Henegouws Plateau of Plateau van Henegouwen is een plateau in de Belgische provincie Henegouwen. Het plateau ligt op een hoogte van tussen de 50 en 200 meter boven de zeespiegel.
Om het Plateau van Henegouwen te overbruggen zijn er enkele scheepsliften aangelegd: Hellend vlak van Ronquières en Scheepslift van Strépy-Thieu.
Verder naar het oosten ligt het Brabants Plateau.